# Newsリアルタイムえひめ
『Newsリアルタイムえひめ』は、南海放送テレビで2006年4月3日から2009年3月27日まで放送された平日夕方のローカルニュース番組である。ニュースと愛媛の特集の番組でもある。

## 概要
2006年3月31日に『おかえりテレビプラス1』が終了し、リニューアルとともに『NEWSリアルタイムえひめ』が誕生した。但し、本番組は前番組同様『おかえりテレビ』の18時台パートでもあった。夕方のニュースの視聴率は愛媛県のテレビ局の中でナンバー1であったが、2009年3月27日を以て終了し3月30日からは『NEWS チャンネル4』がスタートした。土曜日は『NNN NEWSリアルタイムサタデー』として2006年4月から2009年3月にかけて放送された。

## 出演者

### メインキャスター
| 期間      | 期間      | 男性        | 男性     | 女性        | 女性                |
| 期間      | 期間      | 月 - 木曜日 | 金曜日   | 月 - 木曜日 | 金曜日              |
| --------- | --------- | ----------- | -------- | ----------- | ------------------- |
| 2006.4.3  | 2006.8.4  | 山下泰則    | （不在） | 小原佳代子  | 佐伯りさ            |
| 2006.8.7  | 2006.9.29 | 江刺伯洋    | （不在） | 永野彰子    | 佐伯りさ            |
| 2006.10.2 | 2007.3.30 | 江刺伯洋    | （不在） | 永野彰子    | 中塚眞喜子 永野彰子 |
| 2007.4.2  | 2007.6.29 | 江刺伯洋    | 松岡宏忠 | 中塚眞喜子  | 佐伯りさ            |
| 2007.7.2  | 2008.3.28 | 江刺伯洋    | 松岡宏忠 | 永野彰子    | 佐伯りさ            |
| 2008.3.31 | 2009.3.27 | 松岡宏忠    | 松岡宏忠 | 永野彰子    | 永野彰子            |

## タイムテーブル
- 18:16 - オープニング、ローカルニュース（NEWSリアルタイムえひめ）
- 18:20 - 愛媛の特集（NEWSリアルタイムえひめ）
- 18:28 - スポキュン（月・金） あたらしもん（水）（NEWSリアルタイムえひめ）
- 18:36 - リアルSPORTS （NNN NEWSリアルタイム）
- 18:45 - その他のニュース（NNN NEWSリアルタイム）
- 18:47 - その他のニュース（NEWSリアルタイムえひめ）、エンディング

## 放送スタイル
- 報道スタジオは、コルク色背板にガラスを通じて報道センター(報道スタジオのサブ)が見られる。各種モニターには次のニュースの頭だし、タイトル、NNNネット映像、またローカル枠残り時間などが表示されている。モニターはほぼすべてハイビジョン対応であった。
- かつては、NEWSリアルタイムえひめCMジングルはおかえりテレビのものを併用（2008年4月以降は、全曜日で17時台は、「NEWSリアルタイム」をフルネットする事になった為に、CMジングルそのものが消滅）していたが、2007年4月以降、NNN NEWSリアルタイムと同じジングルに変更。項目テロップもNNN NEWSリアルタイムとほぼ同一のものを使用した。